# 滇西蹄盖蕨
滇西蹄盖蕨（学名：Athyrium nudifrons）为蹄盖蕨科蹄盖蕨属下的一个种。